# Phytodietus bicolor
Phytodietus bicolor är en stekelart som först beskrevs av Rao 1953.  Phytodietus bicolor ingår i släktet Phytodietus och familjen brokparasitsteklar. Inga underarter finns listade i Catalogue of Life.